# Верховські князівства

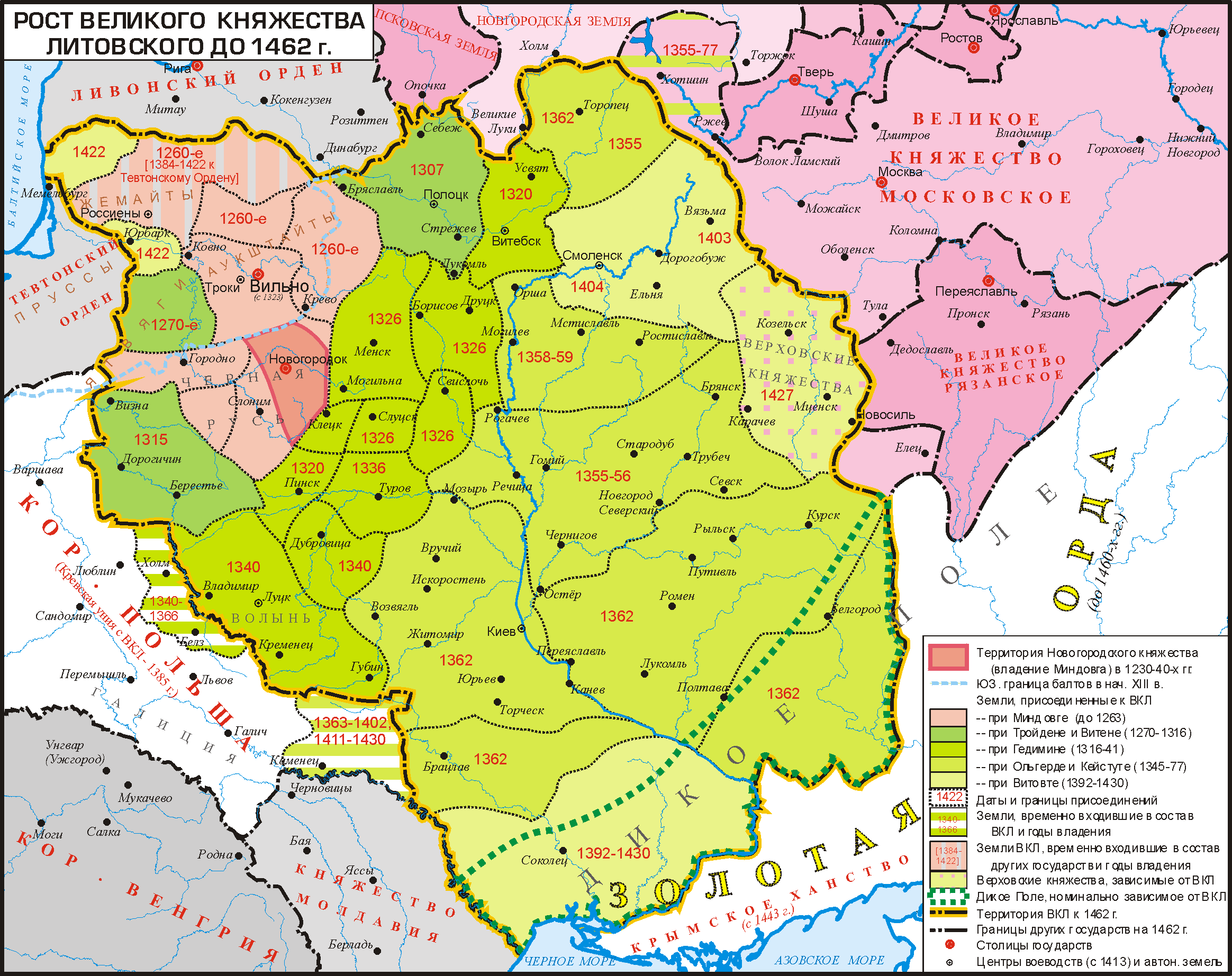
Верховські князівства розміщені західніше кордону між ВКЛ та Московським князівством, майже в центрі зображення

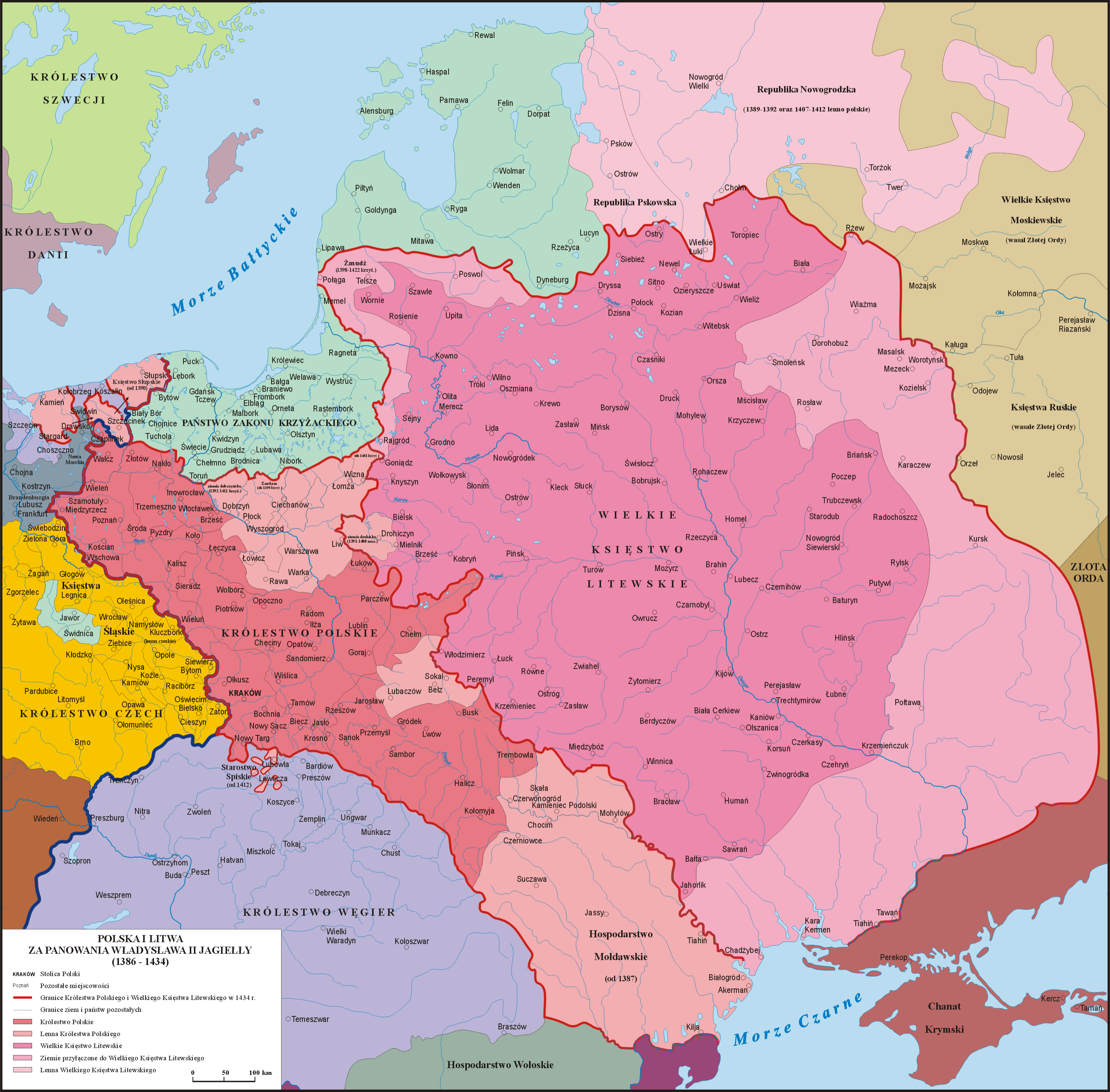
Верховські князівства розміщені західніше кордону між ВКЛ та Московським князівством

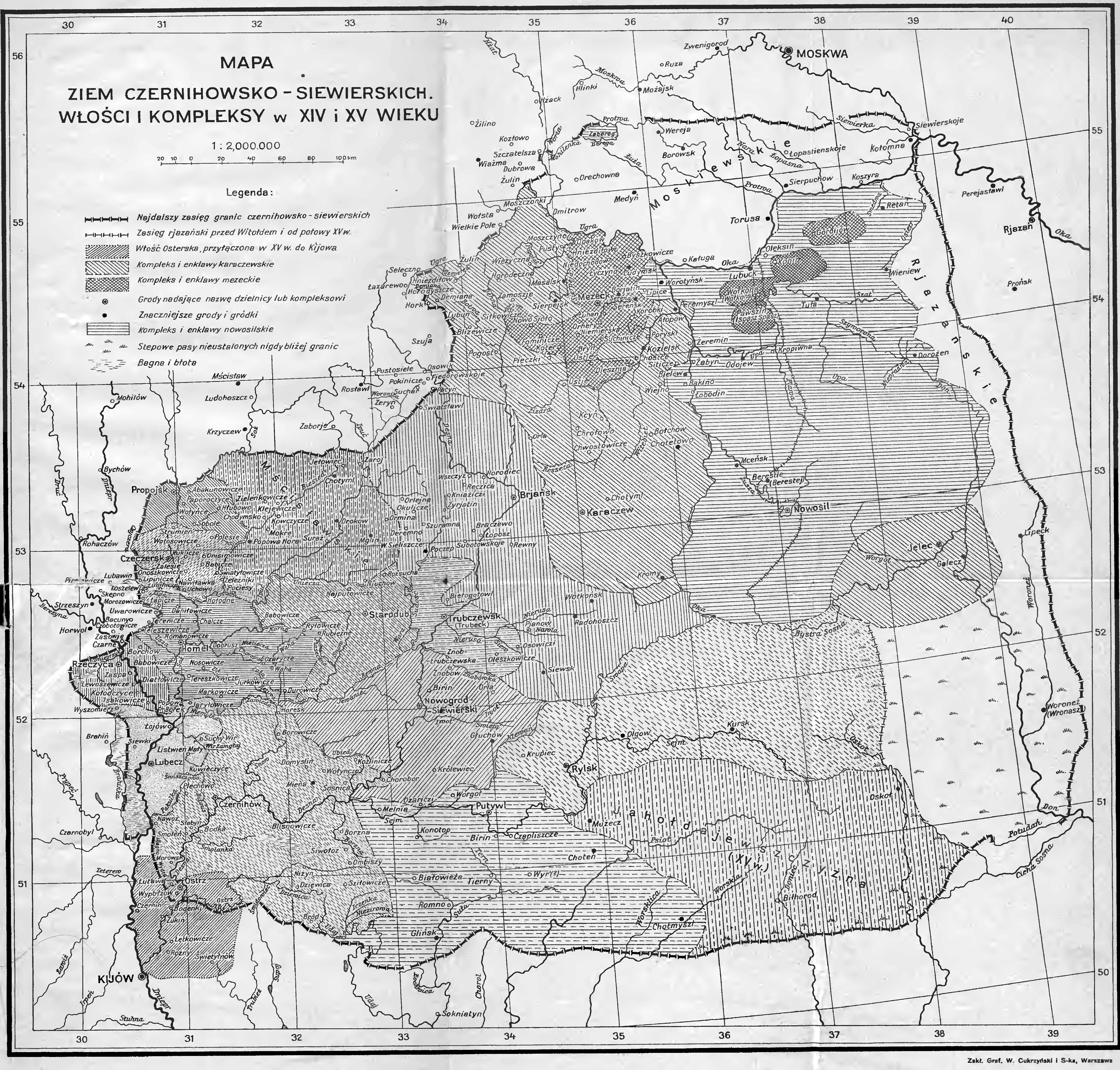
Мапа Чернігово-Сіверських земель у XV столітті.

Верховські князівства — невеликі руські феодальні князівства у верхів'ях річки Ока. В XII–XIII ст. уділи Чернігівського князівства, з кінця XIV ст., в результаті остаточного розпаду останнього та переходом його під владу Великого князівства Литовського, стали практично незалежними.

## Історія
Але вже на початку XV ст. також попали в залежність від ВКЛ, якому виплачували так зване «політнє» (тобто щорічну данину). Це сталося в результаті Договору 1408 року між ВКЛ та Московським князівством після «Стояння на річці Угрі». Згідно з договором встановлювався кордон між державами у верхів'ях ріки Ока по річкам Угра, Рьосса та Бриня. Угрський договір 1408 року затвердив панівне положення ВКЛ у Східній Європі, що дозволило Вітовту посилити свою владу над Псковом та Новгородом, полегшило боротьбу з Тевтонським орденом на заході. Дружина Василя I — Софія Вітовтівна часто та довго бувала у ВКЛ, гостювала у свого балька. Після смерті Василя I (1425) Вітовт суттєво впливав на внутрішні справи Московського князівства і навіть став опікуном дев'ятирічного сина Василя I — Василя Васильовича.
Частина князівств повністю підпала під владу Литви та втратила незалежність, але деякі повністю зберегли внутрішню автономію та свої правлячі династії навіть після входження у склад Великого князівства Литовського. Так у другій половині XV ст. Воротинське, Одоєвське та Бєлєвське князівства хоч і перебували під литовською юрисдикцією, але Великий князь Литовський Казимир не втручався в їхні внутрішні справи, але тільки іноді вимагав участі у військових діях.
Кожне князівство розділялось між спадкоємцями-братами на частини («дольниці»). Внутрішні конфлікти та сварки з Литвою привели до «від'їздів» верховських князів до Великого князя Московського Івана III. Крім того Іван III у 1492–1497 рр., уклавши союз із ординським ханом, здійснив ряд спільних походів на Київщину, Поділля, Волинь і Чернігівщину. Внаслідок поразок Велике князівство Литовське по договору 1500 року було вимушене визнати включення більшості Верховських князівств та інших земель Чернігівського князівства включно з Черніговом, Новгород-Сіверським, Брянськом у склад Московського князівства.
Деякі з Верховських князівств: Воротинське та Одоєвське — зберігались як уділи, навіть після включення у склад Московського царства до 1573 року.

## Князівства
Відомі такі князівства:
- Барятинське князівство (бл. 1450–1504/9) — центр Барятин (зараз станція Барятинська в Калузькій обл.)
- Бельовське князівство (бл. 1425–1558) — центр Бєлєв
- Воротинське князівство (бл. 1425–1573) — центр Воротинськ (Воротинеськ)
- Звенигородське князівство (бл. 1340–1504) — центр Звенигород-на-Оці
- Карачевське князівство (бл. 1246–1360) — центр Карачев
- Козельське князівство (бл. 1235–1445) — центр Козельськ
- Мезецьке князівство (бл. 1360–1504) — центр Мезецьк (Мезчеськ, зараз Мещовськ)
- Мосальське князівство (бл. 1350–1494) — центр Мосальськ (Масальськ)
- Мишегодське князівство (бл. 1270–1488) — центр Мишегда
- Новосільське князівство (бл. 1376 — бл. 1425) — центр Новосіль, розпалось на Воротинське, Одоєвське та Бєлєвське
- Оболенське князівство (бл. 1270–1494) — центр Оболенськ
- Одоєвське князівство (бл. 1425–1547) — центр Одоєв
- Перемишльське князівство (на р.Ока) (? — ?) — центр Перемишль (на р.Ока).
- Таруське князівство (1246–1392) — центр Таруса